# Robert Waelder
Robert Waelder, né le 20 février 1900 à Vienne (Autriche) et mort le 28 septembre 1967 à Broomall, Pennsylvanie (États-Unis), est un psychanalyste américain d'origine autrichienne.

## Biographie
Il est le fils de Joseph Waelder, commerçant. Après un diplôme du Maximilian gymnasium (de) de Munich en 1918, Waelder fait des études à l'université où il obtient un doctorat de physique en 1921.
Il se forme comme psychanalyste avec Robert Hans Jokl, Herman Nunberg et Anna Freud. Il est très actif au sein de la Société psychanalytique de Vienne, notamment comme coéditeur de la revue Imago. Il présente les arguments de l'école viennoise de psychanalyse à Londres, notamment dans sa contribution intitulée « Zur Frage der Genese der Psychischen Kionflikte im frühen Lebensalter » (« Sur la question des conflits psychiques chez l'enfant » de (1936).

## Publications
- Les pages immortelles de Freud, choisies et expliquées par Robert Waelder, Paris, Corrêa, 1948, ASIN B003WU2WGK
- Les Fondements de la psychanalyse : le développement de la pensée psychanalytique, les pulsions instinctuelles, trad. fr. Pierre Berlot, Paris, Payot, 1962.